# Старая гавань Ла-Рошели
Старая гавань (фр. Vieux-Port de La Rochelle) — исторический порт в городе Ла-Рошель (департамент Приморская Шаранта, Франция). Две башни эпохи средневековья, охраняющие вход в гавань, имеют всемирную известность.
Благодаря именно этому порту Ла-Рошель получила свою известность и значимость во времена Столетней войны, и далее, в эпоху открытия Америки.
В XVII—XVIII веках через Старую гавань Ла-Рошели проходило более половины колониальных перевозок в Новую Францию (североамериканские владения), а сейчас это место привлекает к себе многочисленных туристов.
Старая гавань состоит из трёх внутренних гаваней, которые в совокупности имеют 18 причалов и 320 швартовочных мест (70 из которых гостевые):
- Сухой док: 4 причала, 115 швартовочных мест (40 из которых гостевые), площадки драгированы в 1 метр и имеют максимальную длину 12 метров.
- Бывшая рыболовная гавань: на 4 причалах принимаются крупные суда, длиной от 17 до 90 метров и шириной до 16 метров, с максимальной осадкой 5 метров.
- Гавань для яхт: 5 причалов, 90 швартовочных мест, максимальная осадка 4 метра, длина до 14 метров, ширина до 12 метров, с порогом на входе 1 метр.

Главный фарватер для прохода в Старую гавань драгирован начиная с отметки башни Ришельё.
Именно в Старой гавани Ла-Рошели заканчивается канал де Маран.

## Изображения

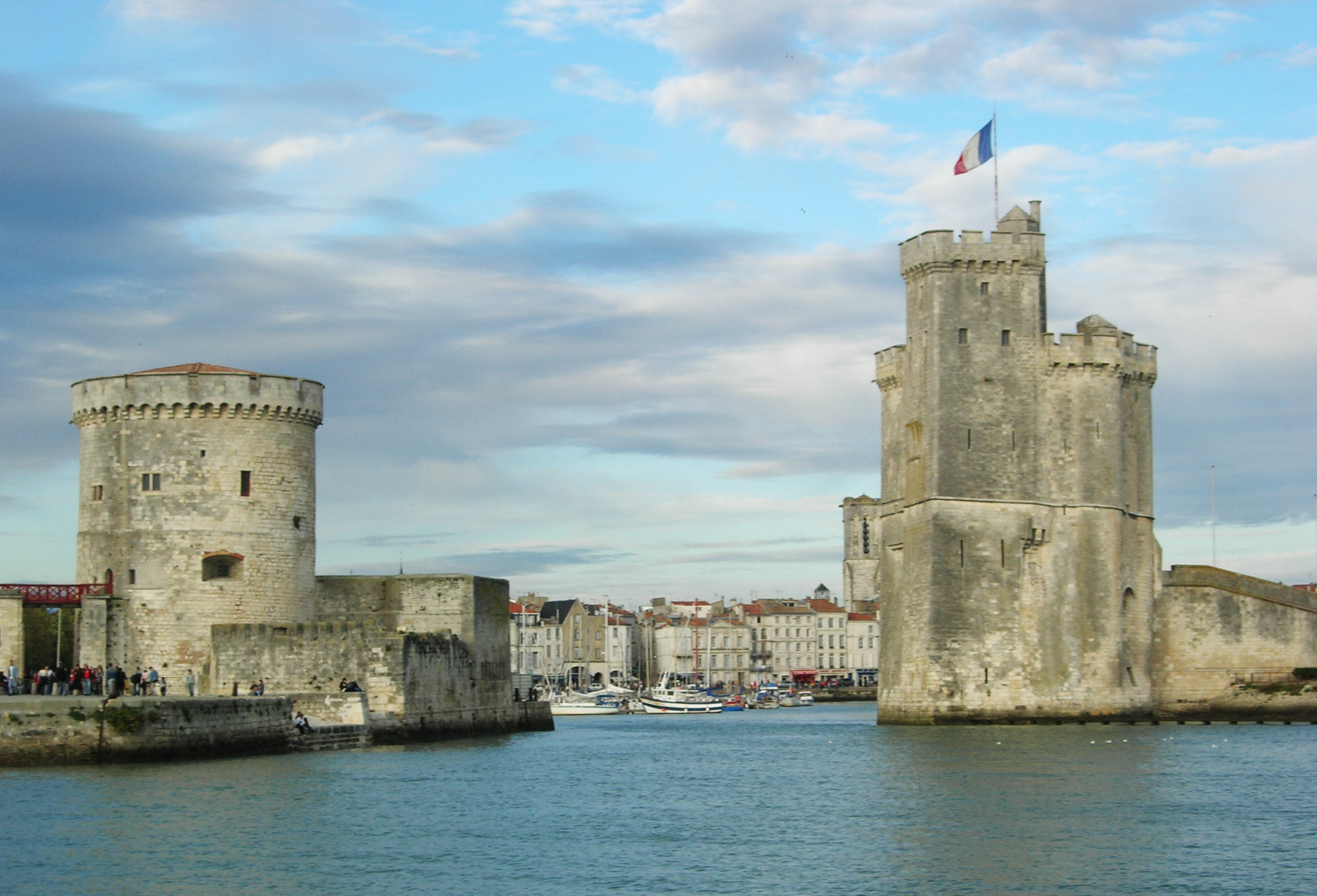
Вход в Старую гавань
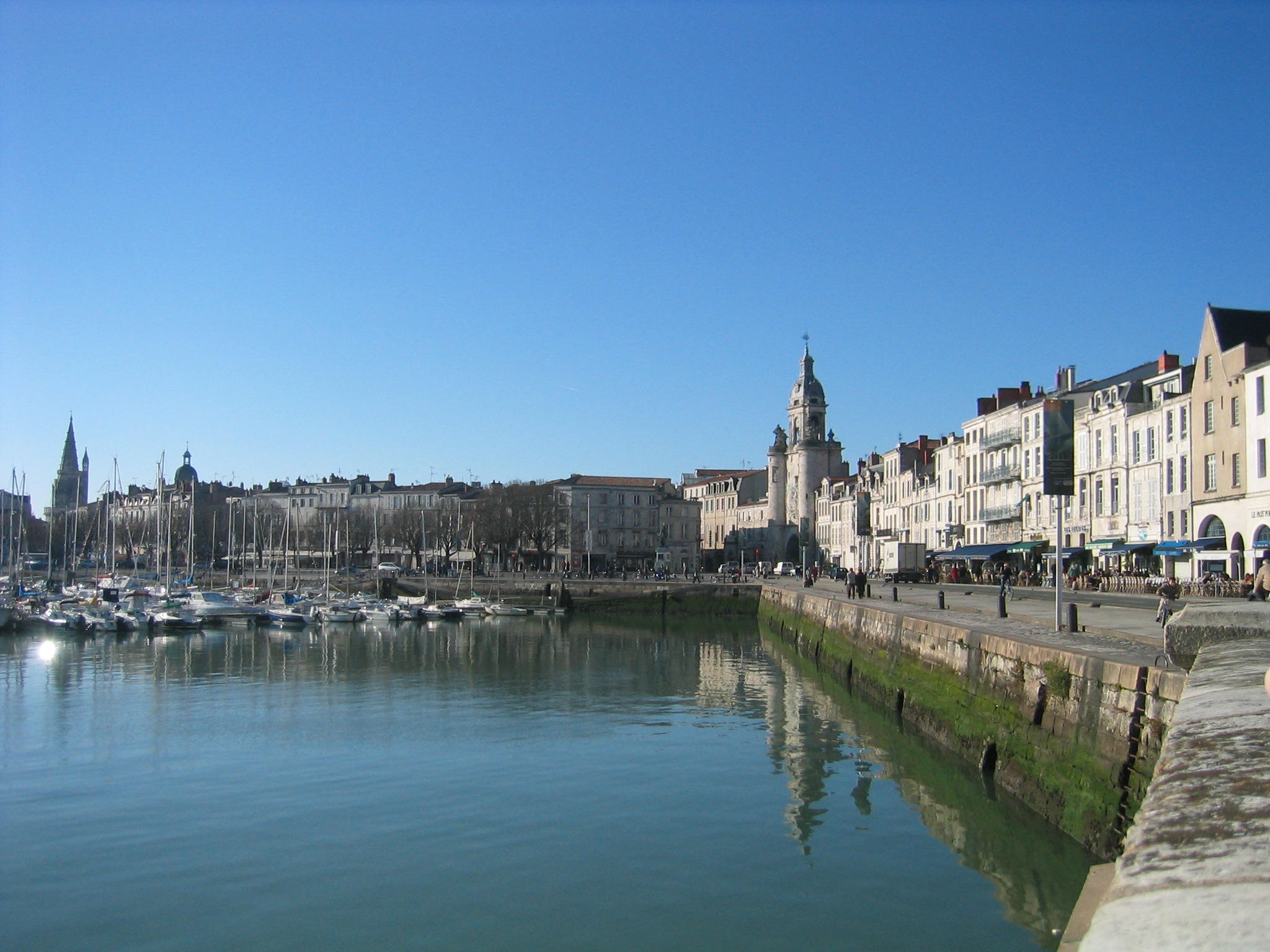
Старая гавань и башня «Большие часы» (Grosse Horloge) на заднем плане
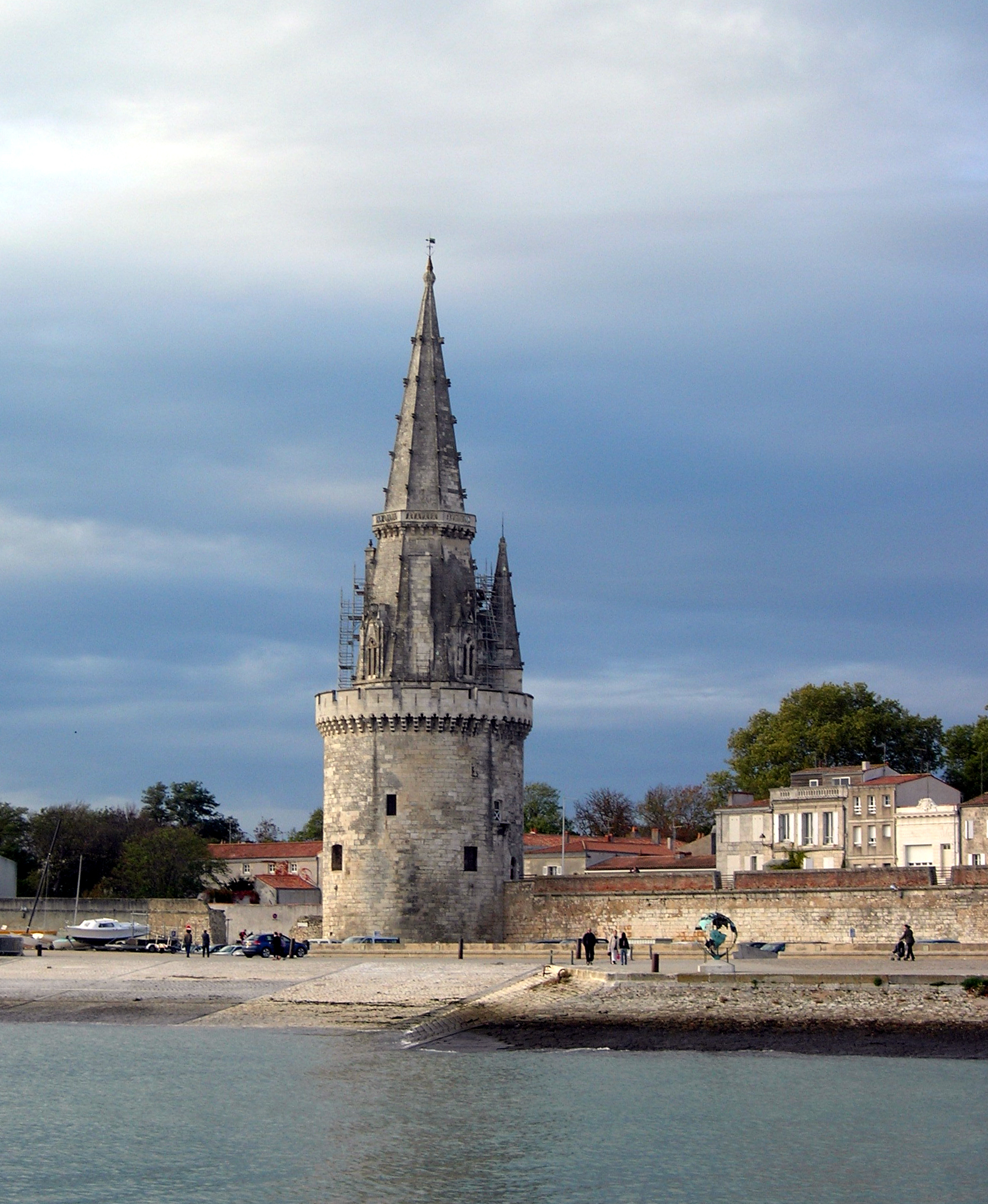
Башня Лантерн
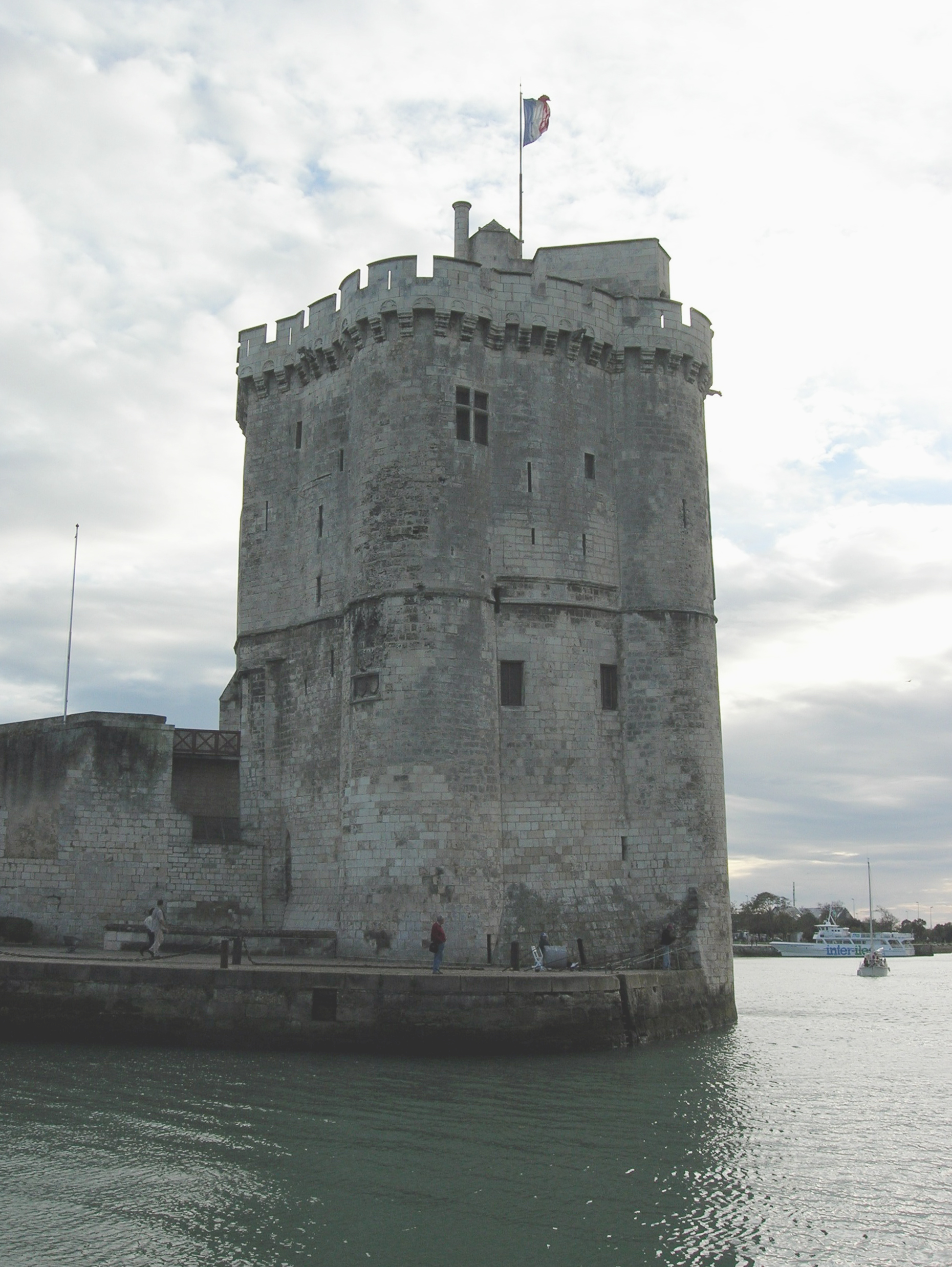
Башня Сен-Никола
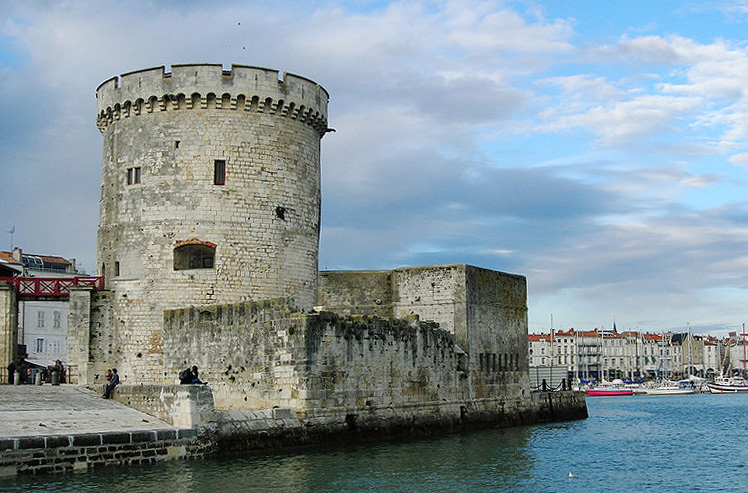
Башня Шен
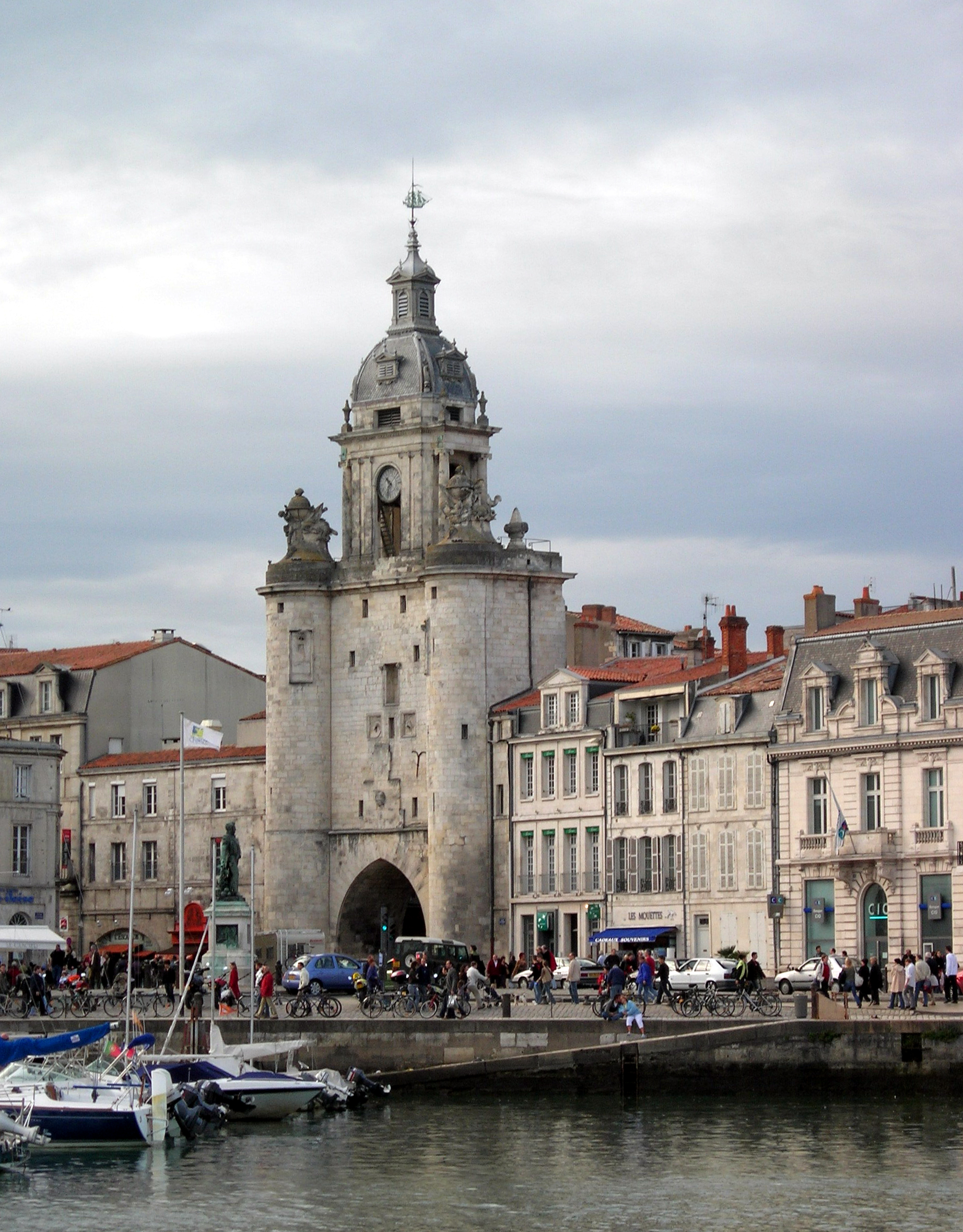
Башня «Большие часы»
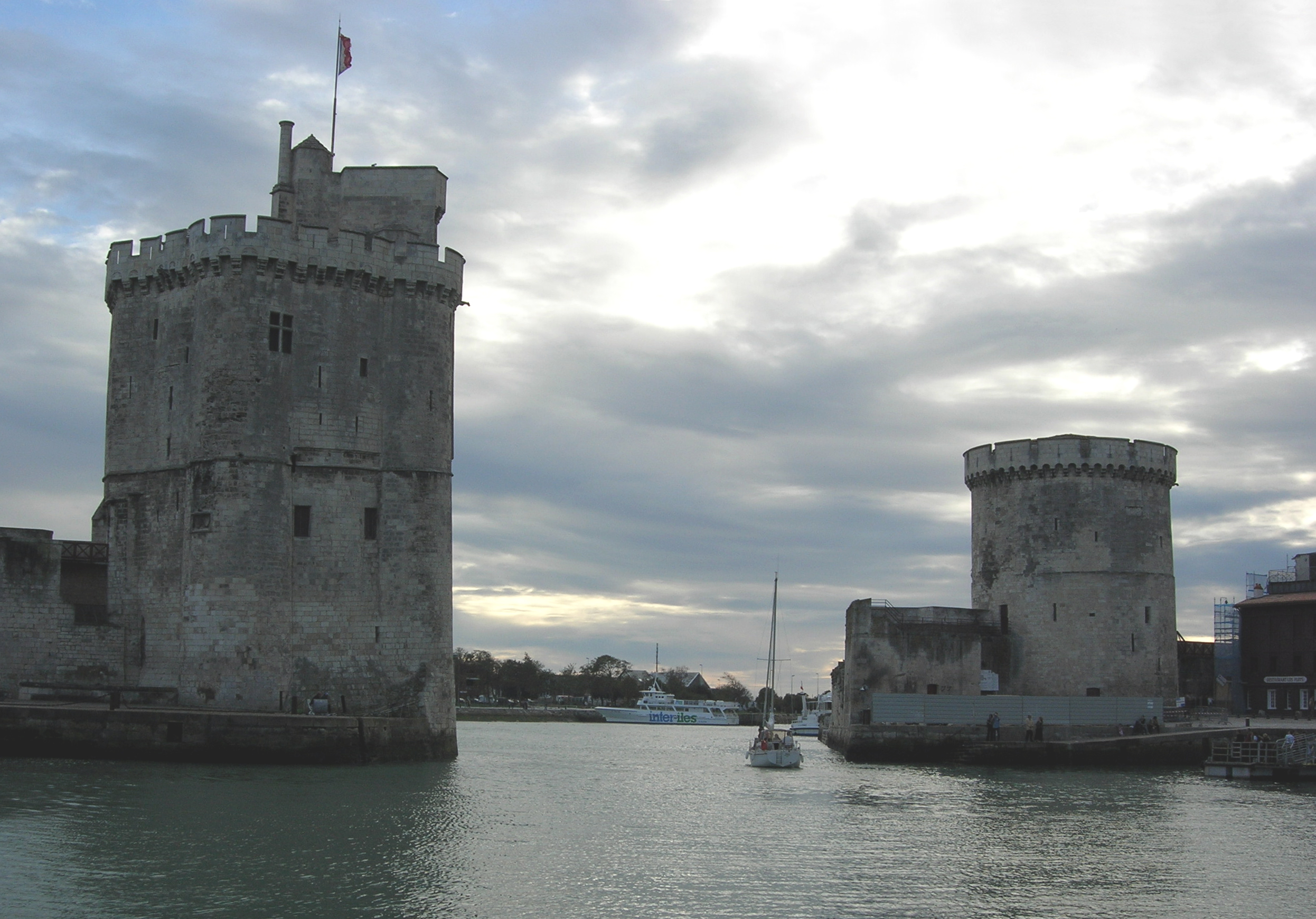
Старая гавань
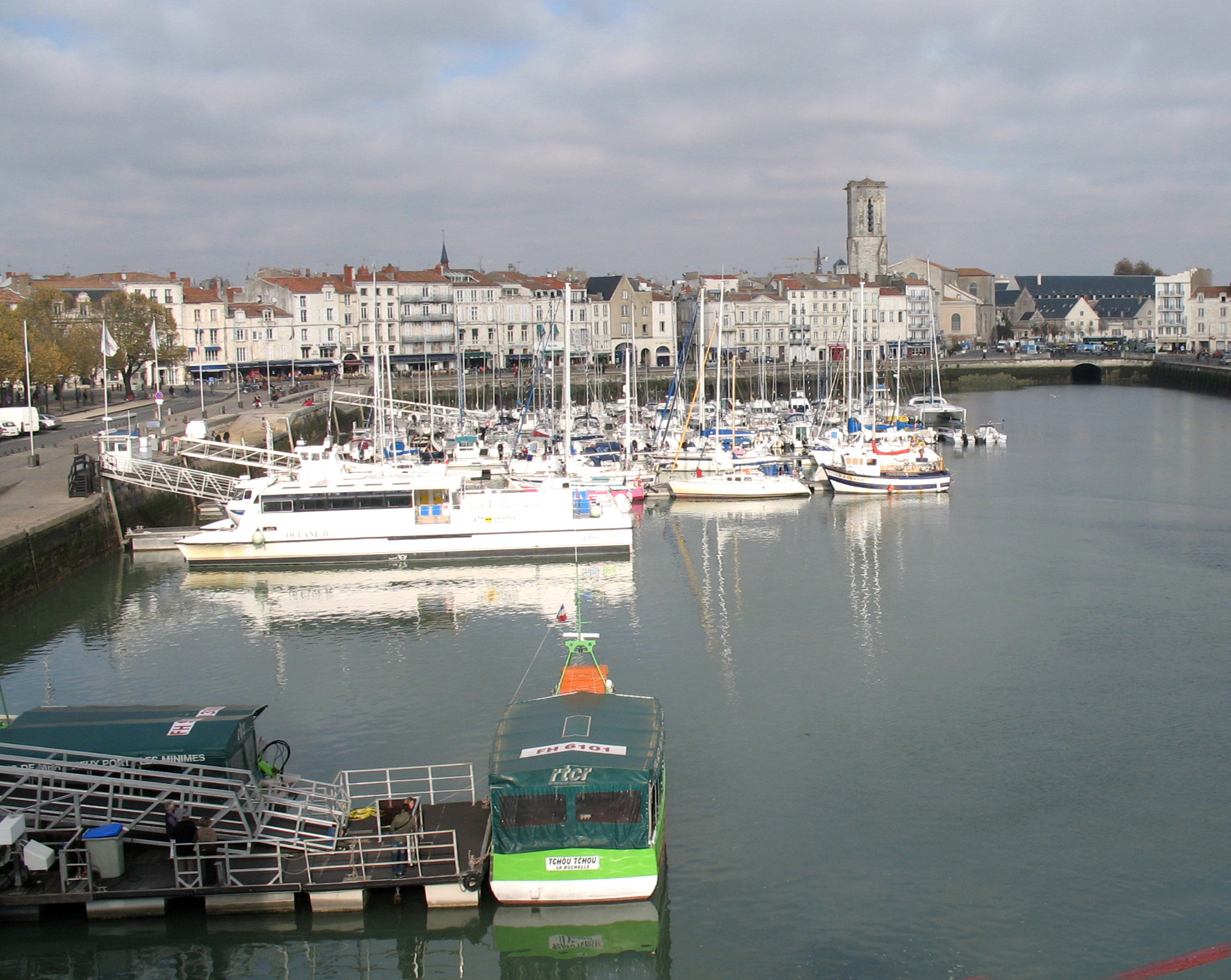
Старая гавань
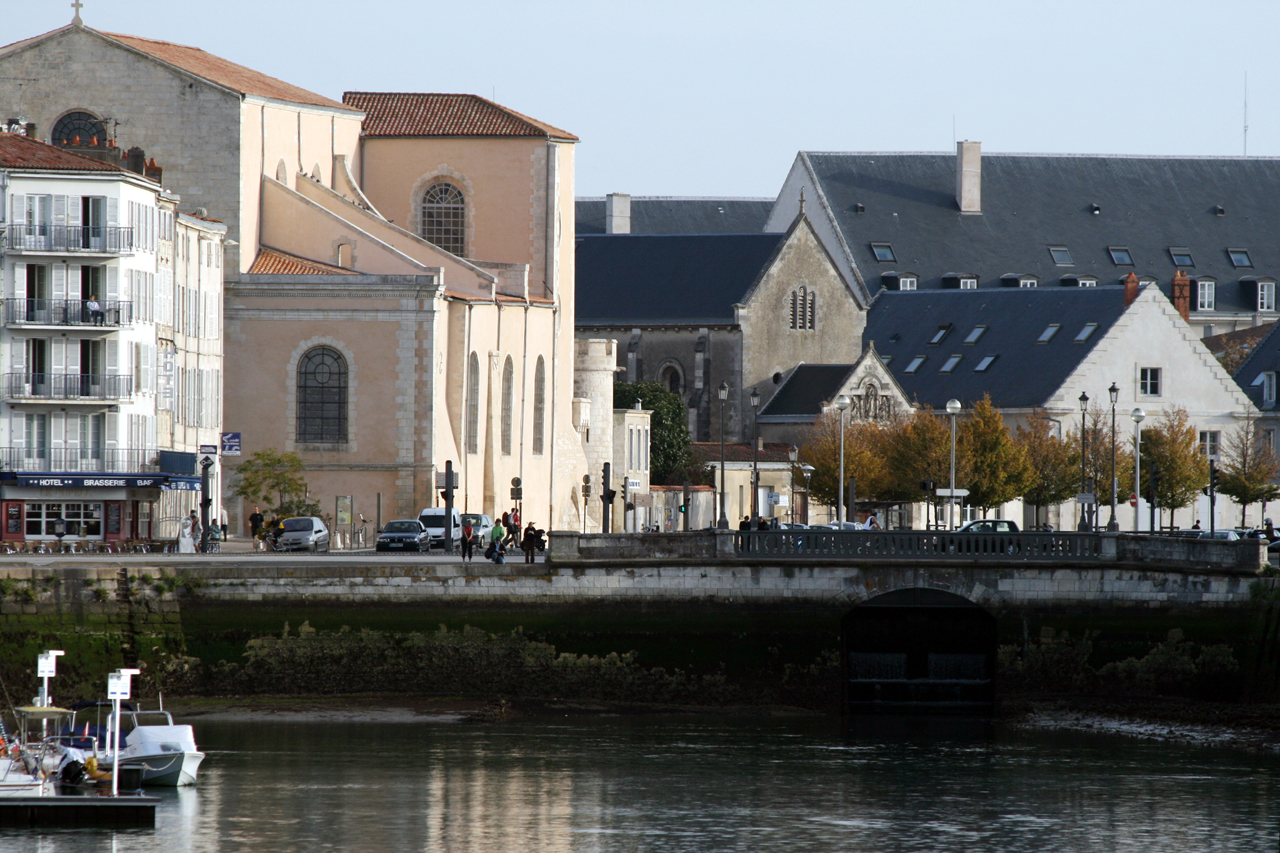
Шлюз канала де Маран
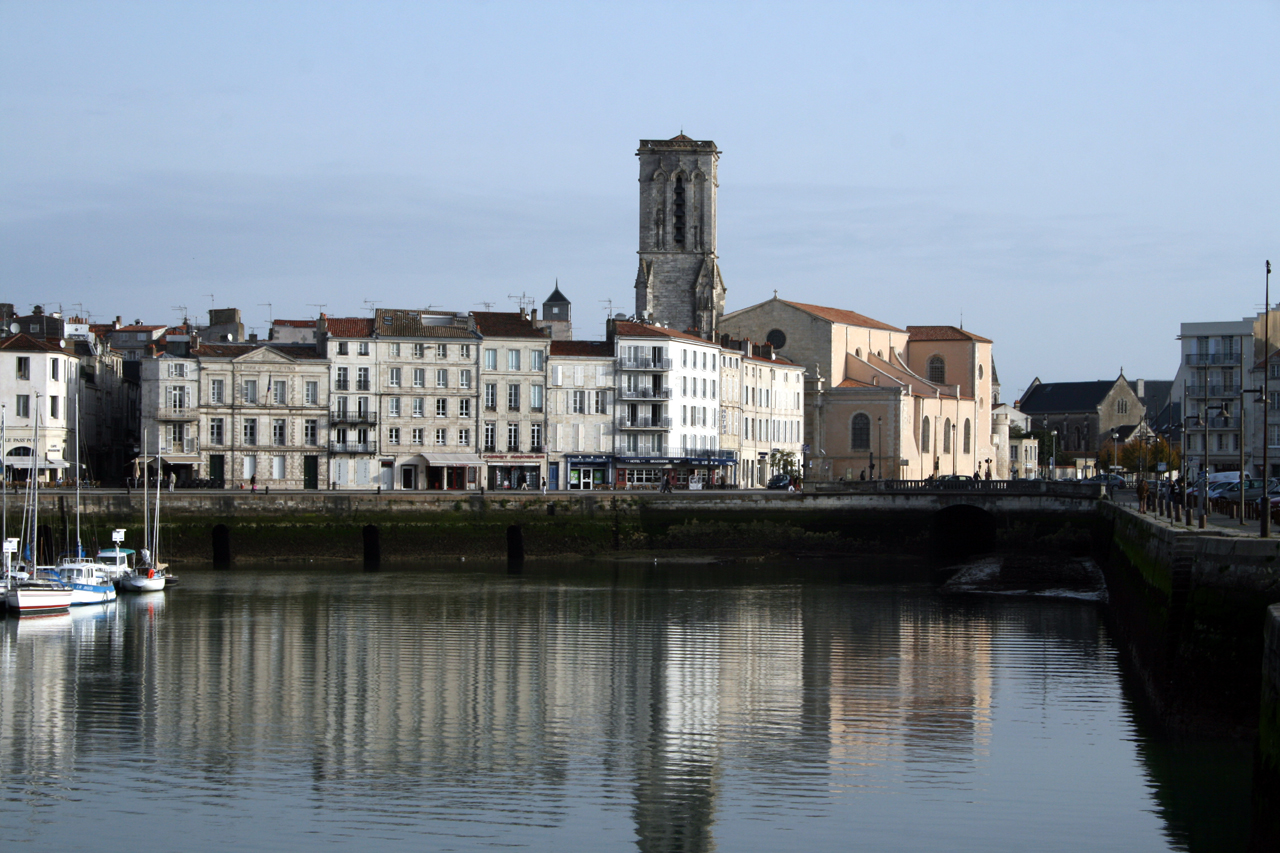